# Alice Paul
Alice Stokes Paul (Mount Laurel, 11 de enero de 1885-Moorestown, 9 de julio de 1977) fue una activista cuáquera feminista estadounidense, que lideró la campaña por la Decimonovena Enmienda a la Constitución de los Estados Unidos.
Formada en el activismo británico con Emmeline Pankhurst como referente, Paul ideaba la lucha por el sufragio con medidas y formas radicales, lejos de la moderación de la Asociación Nacional del Sufragio de Mujeres americanas. Además, tenía como único objetivo la reforma de la Constitución del país, en vez de realizar referéndums estado por estado. Fue expulsada de la asociación en 1916 y fundó el  Partido Nacional de Mujeres, con el cual continuó su activismo por más de medio siglo.
Paul le dio gran visibilidad al movimiento cuándo el día anterior a la primera investidura presidencial de Woodrow Wilson organizó un desfile por la Avenida Pennsylvania, el cual llevaba los reclamos por el sufragio y contó con un público de más de medio millón de personas. Unos años más tarde, ante la negativa del presidente Wilson a hacer que la enmienda a la Constitución se tratase en el Congreso, Paul decidió realizar un piquete en las puertas de la Casa Blanca, que se repetiría cada día hasta que se aprobara la enmienda. Esto tuvo gran cobertura de la prensa, en especial por los hechos violentos que se registraron hacia las manifestantes cuándo el país entró en la Primera Guerra Mundial y las activistas seguían con la medida. Paul y otras activistas fueron arrestadas y mantenidas en condiciones insalubres. En modo de protesta, Paul realizó una huelga de hambre y fue alimentada forzadamente.
Tras lograr la aprobación y ratificación de la enmienda a la Constitución en 1920, Paul continuó militando en el ámbito internacional bajo el Partido Mundial de Mujeres, que entre otras cosas logró la inclusión de los derechos de la mujer en la Carta de las Naciones Unidas. Además, la activista impulsó la inclusión de una protección a mujeres en la Ley de Derechos Civiles de 1964 y fue la autora de la Enmienda de Igualdad de Derechos, que fue aprobada por el Parlamento[¿dónde?] pero no logró la ratificación de suficientes estados para entrar en vigencia.
En 1974, Paul sufrió un derrame cerebral que la debilitó considerablemente y unos años después, en 1977, murió a la edad de 92 años.

## Biografía

### Personal y académica
Alice Paul nació en Mount Laurel, el 11 de enero de 1885. Fue la primera de los cuatro hijos que tuvieron Tacie y William Paul, un banquero y empresario. Eran descendientes de William Penn, el fundador cuáquero de Pensilvania. Paul pasó su infancia en Paulsdale, la próspera granja familiar, y se crio en una comunidad cuáquera. Su padre murió de neumonía cuándo ella tenía dieciséis años.
Estudió en el Moorestown Friends School, finalizando con el mejor promedio de su curso. En 1905 se graduó con un B. A. en Biología del Swarthmore College al considerar que, sin tener conocimientos de las Ciencias. Al año siguiente obtuvo un diploma en trabajo social de la Escuela de Filantropía de Nueva York (posteriormente incorporada a la Universidad de Columbia) pero consideró que, tras haber estado un rato en la Escuela, supo «que no quería ser una trabajadora social» y estaba contenta de nunca haberlo hecho. En 1907 se graduó con un M. A. en Economía y Sociología de la Universidad de Pensilvania, diciendo luego que si hubiese sabido de la existencia del ámbito económico y político, los hubiese elegido desde el principio porque era lo que le «interesaba realmente».
En 1907 se trasladó a Inglaterra al obtener una beca para estudiar teología y servicio público en la escuela cuáquera Woodbrooke y mientras estudiaba ahí realizó cursos en la Universidad de Birmingham para profundizar sus conocimientos de Economía y Política. Luego continuó estudiando trabajo social y ayudando en organizaciones de caridad tanto en Birmingham como en Londres porque aunque cada vez se convencía más de que no quería ser una trabajadora social, «quería saber como era la vida, en todos los aspectos que pudiere». Posteriormente se dedicó a continuar sus estudios en la Escuela de Economía y Ciencia Política de Londres. Regresó a Estados Unidos en 1910 y continuó sus estudios en la Universidad de Pensilvania en busca de su doctorado, para el cual presentó una tesis titulada "La posición legal de las mujeres en Pensilvania". En ella exponía no solo la historia del movimiento feminista en el Estado y en el resto del país, sino que consideraba al sufragio femenino como un objetivo clave para alcanzar la igualdad. Finalmente, terminó sus estudios en la Universidad Americana, graduándose en Derecho en 1922, con un posterior doctorado en 1928.
Con la herencia de su madre y una vida frugal, Paul tuvo solvencia económica durante toda su vida y pudo abocarse por completo a la causa feminista sin tener que trabajar a la vez. Nunca se casó, mantuvo relaciones familiares con sus sobrinos y amistades con Mietza Heldring Bye, Clara Louise Thompson y especialmente con la también activista Elsie Hill, con quien mantuvo su vínculo hasta la muerte de esta en 1970. Su sobrino Donald Paul, quien luego colaboraría en mantener su legado, fue su único heredero.

### Activismo

#### Inicios
La comunidad cuáquera sostenía la igualdad de sexos como una de sus bases y fue ahí donde Paul encontró su interés por la justicia social y el movimiento sufragista (idolatrando a Susan B. Anthony y Lucretia Mott). Sobre criarse en ese contexto, Paul diría luego que nunca conoció otra cosa que la igualdad que debía haber entre sexos, «el principio siempre estuvo ahí». Su madre, Tacie, era miembro de la Asociación Nacional por el Sufragio de las Mujeres americanas, más conocida como NAWSA (por sus siglas en inglés: National American Women Suffrage Association), y Alice solía unirse a su madre en las reuniones que la asociación llevaba a cabo.
Paul estaba segura de que su futuro no era como trabajadora social, ya que veía «que los trabajadores sociales no le estaban haciendo mucho bien al mundo [...] no podías cambiar la situación con trabajo social». Con estas dudas sobre su vocación tras graduarse de la Universidad de Pensilvania y habiéndose trasladado a Inglaterra en 1907, Paul entró en contacto con el movimiento sufragista y conoció a Emmeline Pankhurst y su hija Christabel Pankhurst. Paul asistió a un evento en la Universidad de Birmingham, en el cual Christabel dio un discurso sobre el sufragio que el público agradeció. Cuándo vio esa hostilidad, Paul contó que pensó: «Ese es el grupo al que quiero volcar toda la fuerza que pueda dar». Paul dijo que hasta entonces nunca había escuchado de alguien que se opusiese a la idea del voto, que todo su entorno apoyaba y no pensó que «había un problema con ello [...] era una cosa que tenía que hacerse». Fue entonces que se adhirió a la Unión Política y Social de la Mujer (en inglés: Women Social and Political Union), encabezada por las Pankhurst y de ese modo se convenció también de la necesidad de formas radicales para alcanzar el sufragio femenino, y no con movimientos lentos y moderados. A través del sufragio, las mujeres podrían luego lanzar reformas para mejorar sus derechos. Con el movimiento, participó en numerosas marchas y demostraciones públicas, siendo arrestada en numerosas ocasiones y en algunos casos encarcelada, participando durante su reclusión en huelgas de hambre. En una ocasión, fue arrestada tras irrumpir en un banquete al que asistieron el primer ministro Herbert Asquith y parte de su gabinete, arrojando su calzado contra una ventana y gritando «¡El voto para las mujeres!» cuándo el primer ministro se disponía a hablar. Paul dijo al respecto del activismo en Inglaterra que estaba teniendo éxito, ya que «la agitación ha sacado a Inglaterra de su letargo, y las mujeres de Inglaterra hablan ahora de cuándo votarán, en vez del tiempo en el cual sus hijos puedan votar, como era costumbre hace un año o dos». Meses después, en la convención del NAWSA, Paul diría que Inglaterra era el epicentro de la lucha por el sufragio para las mujeres, con un activismo que describió como «magnífico».
En una de las ocasiones en las cuál fue arrestada, conoció a Lucy Burns, con quien formó una fuerte dupla en la lucha por el sufragio tras su regreso a Estados Unidos en 1910. Su activismo en Inglaterra había recibido atención de los medios y volvió a su país con cierto reconocimiento que le permitió agitar el movimiento sufragista americano y otorgarle visibilidad. Ambas activistas tenían como único eje lograr el sufragio… y no consideraban desviarse hacia otras causas feministas como el amor libre o el aborto. Paul sostendría hasta sus últimos años que hay que elegir una cosa y hacerla… en su opinión, «no se puede probar montones de reformas y mezclarlas a todas». Según Lynda Dodd en su publicación Parades, Pickets, and Prison: Alice Paul and the Virtues of Unruly Constitutional Citizenship, esto fue para algunos su «mayor fortaleza» por poder englobar una coalición de opuestos en algunas otras luchas pero unidos en el sufragio y fue para otros «una fuente de tremendo daño para su influencia y reputación» por la idea de que son diversos puntos de la identidad personal los que hacen a la verdadera lucha por el cambio social.

#### Asociación Nacional por el Sufragio de las Mujeres americanas
Se adhirió al NAWSA en 1910 y fue designada en el comité del mismo en Filadelfia. Dos años más tarde fue invitada a la convención nacional de la asociación realizada en esa misma ciudad y presentó una propuesta para una campaña en busca de la enmienda a la Constitución Nacional. Su propuesta fue rápidamente rechazada, pero tras la intervención de Jane Addams en el comité ejecutivo de la asociación se acordó ponerla al frente del comité en Washington D. C., encargado de presionar por la enmienda, con la condición de que todos los fondos serían obtenidos por sus propios medios y sin asistencia del NAWSA. Paul tampoco gozaría de un sueldo, y por conste se mantuvo económicamente con el dinero que le mandaba su familia, alegando luego que Burns y ella nunca podrían haber hecho la campaña por el sufragio si «no hubiesen tenido familias dispuestas a respaldarlas». Al momento de su designación en el comité, la lucha por el derecho a voto se centraba a un nivel estatal, ya que la reforma constitucional a nivel nacional parecía imposible. Sin embargo, al iniciar de su lucha por el sufragio, Paul pensaba que sería posible lograr la enmienda con una campaña de tan un año y que con su juventud, no consideró que fuese tan difícil. Más tarde dijo que quizá nunca se hubiese embarcado en la campaña si hubiese sabido de antemano de las dificultades.

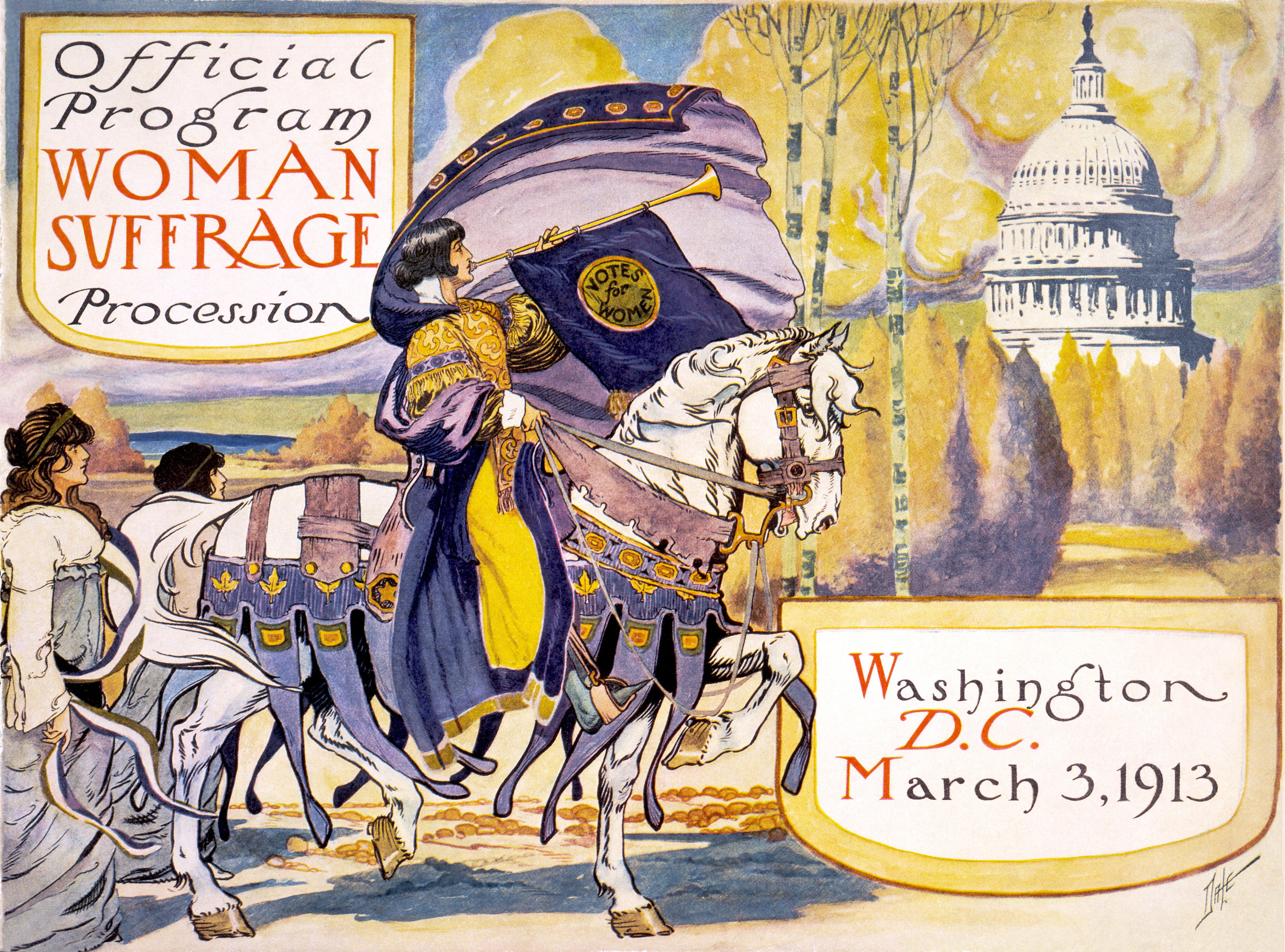
Programa del desfile por el sufragio femenino en Washington, 1913.

Uno de los primeros proyectos de Paul en Estados Unidos fue organizar en 1913 el primer desfile por el sufragio femenino en Washington, bajo el lema "Demandamos una enmienda constitucional que reconozca los derechos políticos de las mujeres en este país". Observadas por alrededor de medio millón de personas, ocho mil mujeres marcharon por la Avenida Pensilvania en el día anterior a la primera investidura presidencial de Woodrow Wilson, como un modo de presionar al nuevo presidente. Las mujeres fueron insultadas por muchos hombres del público y la marcha contó con poca presencia policial, aunque sin llegar a haber violencia, según Paul. A pesar de ello, una investigación por la poca preparación de la policía terminó con el despido del jefe de policía del distrito. Luego de la manifestación, la lucha por el sufragio tuvo mucha repercusión en los medios y Wilson recibió varias veces a Paul y a delegaciones feministas, y aunque decía apoyar la causa, consideraba que el modo correcto era a través de referéndums estatales y no en el Congreso Nacional. Según Paul, el presidente les decía: «Tienen que convertir a la opinión pública, conseguir que una parte suficiente de la opinión pública de este país los respalde. En este momento no habría beneficio de tratar que el Congreso pase esto». Paul, sin embargo, consideraba las campañas por los referéndums en tratar de convencer a los hombres «como una pérdida de la fuerza de las mujeres» y que era muy injusto «tener que ir y convertir a la mayoría de los votantes hombres de un estado sobre algo». Según ella la reforma debía salir el Congreso, dónde «había un grupo mucho más reducido con el que trabajar».
Los objetivos radicales de Paul, sus métodos para generar tensión y su oposición política al presidente Wilson pronto generaron roces con la dirigencia de la NAWSA, quienes no consideraban práctico el proyecto de enmienda constitucional. En diciembre de 1913 surgieron las tensiones cuándo el comité de Paul organizó en Washington la convención nacional de la asociación y dos dirigentes del comité nacional, Katharine McCormick y Carrie Chapman Catt, lanzaron críticas al trabajo realizado por Paul, basado en estar centrado en el Congreso Nacional y en no dando parte de lo recaudado al NAWSA. Fue ahí, según Paul, que se percató de que «algo no estaba bien». A pesar de ser defendida por otras figuras, tras la convención fue desplazada de la presidencia del comité, que viró a buscar una enmienda que otorgase referéndums estatales en los cuales los hombres decidirían sobre el sufragio femenino. Sin embargo, permaneció en el NAWSA por un tiempo con su propia corriente Unión del Congreso para el Sufragio Femenino, la cual había fundado previamente para recolectar fondos. Finalmente el quiebre fue inevitable y Paul fue expulsada de la asociación, en disidencia con la postura de lograr el sufragio a través de referéndums estatales.

#### Separación y formación del Partido Nacional de Mujeres
Durante un tiempo se mantuvo la Unión del Congreso para el Sufragio Femenino como organización independiente, sumando a muchos disidentes del NAWSA provenientes de todo el país. Durante 1914 y 1915, Paul consolidó una política de militar contra el partido que no apoyase la enmienda y considerar al partido gobernante responsable de no haberla implementado aún. Con las mujeres que ya podían votar en los estados en los que el sufragio ya había sido aprobado, Paul planeaba presionar con perder el apoyo de estas si el partido gobernante no aprobaba la enmienda. Así esta medida fuera en contra de legisladores a favor del sufragio, Paul estaba decidida a lograr el apoyo de todo el partido al considerarlos responsables de la situación. Para Paul, las mujeres que ya tenían el voto «tenían la obligación, más que cualquier otro, en dar el derecho al resto de las mujeres del país» y que si votaban por el partido formalmente en contra del voto, estaban «votando en contra de la libertad de la mujer». La activista consideró esta política de hacer campaña en los estado que ya tenían el voto femenino como «muy efectiva» y dijo: «No nos importaba mucho si los vencíamos o no. Sabíamos de cualquier modo, que cualquiera fuese el resultado ellos probablemente votarían como las mujeres del estado querían, que era a favor».
En 1916, Paul formó el Partido Nacional de Mujeres, que adoptó modos de sus equivalentes británicos, ubicó la enmienda constitucional como único objetivo y continuó la publicación del periódico The Suffragist, que tenía como fin llegar a los miembros distribuidos en el interior del país y fortalecer el sentido de pertenencia. En las elecciones presidenciales de ese año, el partido militó en contra del presidente Wilson y sus colegas demócratas, a quienes consideraban responsables de la situación por su negativa a apoyar la enmienda activamente, algo que sí hizo el candidato republicano Charles Evans Hughes sobre el final de la campaña en contra de la también posición moderada de su partido. A pesar de ello, Wilson ganó en todos los estados en dónde el voto femenino ya había sido aprobado salvo en Illinois y Oregón. Aunque mantuvo su oposición política al presidente para presionar por el sufragio, en el plano personal Paul siempre diría que Wilson fue un «gran hombre» y posteriormente lo alabó por su trabajo en fundar la Liga de las Naciones.
Tras la reelección de Wilson, Paul y las demás activistas del partido comenzaron un piquete en las puertas de la Casa Blanca, en el cual ellas, conocidas como las "Centinelas Silenciosas", se paraban seis días a la semana enfrente del edificio gubernamental con consignas demandando el derecho a voto femenino. Están consignas incluían el dicho «Sr. Presidente, ¿cuánto más deberán las mujeres esperar por la libertad?» y la manifestación solía incluir la quema de discursos sobre la lucha por la libertad pronunciados por el presidente, a quien llegaron a nombrar en sus carteles como "Kaiser Wilson". La medida estaba diseñada para mantenerse hasta que el Congreso sancionase la enmienda constitucional y se mantuvo aun con el ingreso del país en la Primera Guerra Mundial, cuándo muchas activistas abandonaron el movimiento considerando que el trabajo por la paz era más importante que el sufragio y la opinión pública se tornó en contra por oponerse a un presidente en tiempos de guerra. Las que permanecieron eran llamadas "traidoras" y sus carteles eran destrozados. Paul publicó una declaración en la prensa que decía: «Son aquellos que niegan la justicia, y no aquellos que la demandan, los que avergüenzan al país en relaciones internacionales [...] Si la falta de democracia en el país debilita el esfuerzo del gobierno en una lucha por la democracia a tres mil millas de distancia, es por responsabilidad del gobierno y no de las mujeres en Estados Unidos». Tiempo después fueron arrestadas por "obstrucción de tráfico", lo que impactó fuertemente a la opinión pública por tratarse de manifestaciones pacíficas. Esto repercutió en la imagen negativa de Wilson, quien a la vez era presionado por diversos hombres de poder cuyas esposas habían sido detenidas. Finalmente, Wilson les otorgó el indulto a los dos días de conocerse la sentencia. De todos modos, el Boston Journal publicó un artículo que decía: "El pequeño grupo representando al NWP [Partido Nacional de Mujeres] fue abusado y agredido por oficiales de gobierno, soldados y marineros hasta que sus esfuerzos para atraer la atención del presidente se hundieron en la consciencia de toda la nación". A pesar de esto, la falta de intervención policial ante la agresión física por parte de hombres transitando por la zona continuó y la policía arrestó en vez a las activistas, sin indulto en estas ocasiones.

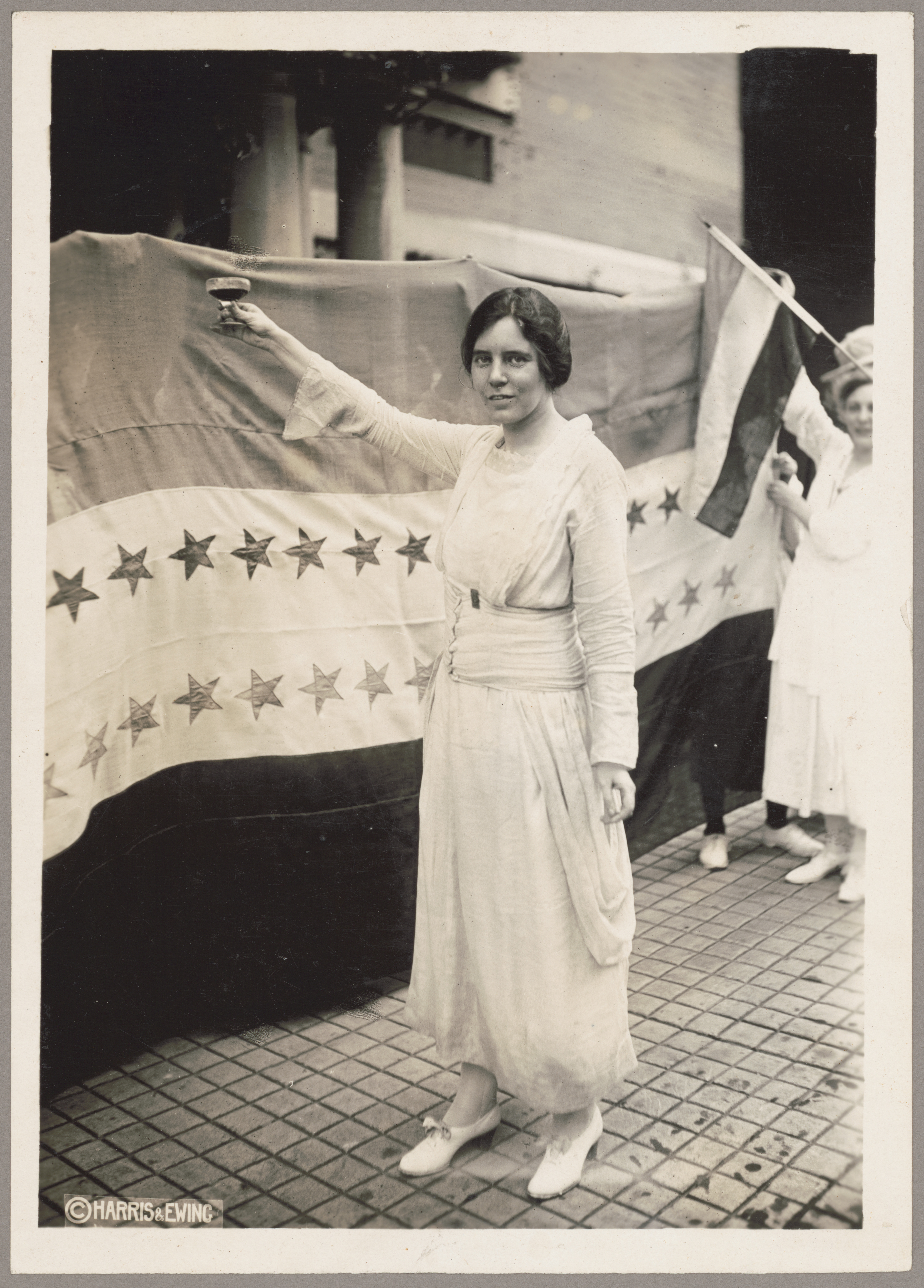
Alice Paul en 1920.

En prisión, las activistas del partido vivían en condiciones insalubres y en protesta, Paul inició una huelga de hambre. Esto llevó a que fuese trasladada al pabellón psiquiátrico y alimentada por la fuerza con huevos crudos durante semanas, lo cual le traería problemas de salud durante toda su vida. Al analizarla, un psiquiatra la describió como una mujer que no se daría por vencida y que estaba «dispuesta a morir por su causa». El 14 de noviembre de 1917, en la llamada "Noche del Terror", los guardias de la prisión golpearon salvajemente a las internas, en algunos casos dejándolas inconscientes, estrangulándolas y ocasionándoles numerosas fracturas y laceraciones. Ninguna recibió asistencia médica, y cuándo las condiciones en las cuales eran mantenidas se filtraron, se generó simpatía por la causa en la prensa, la sociedad y el ámbito político, que demandaron la liberación de las activistas. Finalmente todas fueron liberadas el 27 y 28 de ese mes. Al respecto de estos hechos, Paul luego comentó "Era impactante que un gobierno de hombres pudiese mirar con un desprecio tan extremo a un movimiento que pedía algo tan pequeño y simple como el derecho a votar".
La huelga de hambre de Paul y el piquete continuo en las puertas de la Casa Blanca, ambos con cobertura de la prensa, presionaron fuertemente a Wilson, que finalmente se vio forzado a impulsar la enmienda en enero de 1918 catalogándola como "medida de guerra" y pidiendo al Congreso que la sancionase urgentemente. Aunque fue aprobada al día siguiente en la Cámara de Representantes, estuvo obstruida en Senado durante varios meses hasta que se logró su aprobación en junio de ese año. Solo restaba la ratificación de al menos 36 estados, lo que sucedió finalmente cuándo Tennessee la aprobó con un voto de diferencia en agosto de 1920.

#### Post-sufragio
Tras la sanción de la enmienda, Paul continuó militando por la causa feminista, con el Partido Nacional de Mujeres decidiendo en 1921 no disvolverse y continuar con un programa de igualdad para las mujeres. Aunque ya sin ser presidenta del partido porque «quería ser libre», ayudó a recolectar fondos para pagar la deuda que tenía la organización y se mantuvo como una figura influyente. Fue la autora de la Enmienda de Igualdad de Derechos, la cual originalmente tituló en honor a Lucretia Mott y tenía la meta de establecer la igualdad de derechos entre ambos sexos. La escribió ella misma en 1923, fue renombrada en 1943 con su nombre e inicialmente tuvo mucha oposición en grupos feministas debido al miedo a perder con la igualdad los derechos laborales especiales que protegían a las mujeres. Fue por la enmienda que Paul decidió estudiar Derecho al considerar: «no puedo hacer nada si no sé tanto como los que que serán nuestros oponentes». Según ella, la enmienda requería «cambiar la mentalidad» de las mujeres en Estados Unidos ya que le decían que no deseaban la enmienda porque no querían que «las mujeres trabajen mientras sus maridos trabajan».
Entre 1927 y 1937 presidió la Women Research Foundation y entre 1930 y 1933 fue miembro del comité de nacionalidad de la Comisión Interamericana de Mujeres. En los años treinta, Paul también se dedicó a la causa de las mujeres en el plano internacional y fue asesora de un comité de la Liga de las Naciones dedicado a las necesidades de las mujeres. En 1938, colaboró en la creación del Partido Mundial de las Mujeres (con sede en Suiza), que trabajó junto a la Liga de las Naciones y posteriormente con las Naciones Unidas. El partido impulsó la inclusión de los derechos de las mujeres en la Carta de las Naciones Unidas y la creación de una comisión del estatus de la mujer en las Naciones Unidas.
A principios de los años cuarenta, Paul ayudó a activistas feministas a escapar de la ocupación de la Alemania nazi en Europa. En 1941 volvió a Estados Unidos y reasumió la presidencia del partido, la cual ocupó hasta 1947. Durante la década, el partido enfrentó problemas legales y la misma Paul fue acusada de malversar fondos del mismo. Sin embargo, Paul continuó con su lucha centrada en la igualdad de derechos e impulsó la inclusión de protección para las mujeres en la Ley de Derechos Civiles de 1964. Dos años después, aceptó unirse a la Organización Nacional para las Mujeres, pero no se encontraba en sintonía con las nuevas generaciones y mostró rechazo a la inclusión de temas como el aborto y los derechos lésbicos, los cuales creía que diluían la energía que debía concentrarse en una sola causa y tornaría a gente en contra de la todavía pendiente Enmienda de Igualdad de Derechos, que fue finalmente aprobada por ambas cámaras del Congreso en 1972, pero fracasó en lograr la ratificación de 38 estados (logró la de 35).

Pienso que si logramos libertad para las mujeres, ellas probablemente van a hacer un montón de cosas que yo deseo que no hagan. Pero me parece que no es nuestro deber decir que deben hacer con ella. Es nuestro deber lograr que la tengan.
Alice Paul, poco antes de morir.

### Muerte y legado
En 1974, Paul sufrió un derrame cerebral que la debilitó considerablemente, y tres años más tarde, el 9 de julio de 1977, falleció en Moorestown a la edad de 92 años.
En 1979, Paul fue introducida en el National Women's Hall of Fame y en 1985 se creó el Instituto Alice Paul, que ubicado en la granja de la niñez de la activista busca preservar su legado y animar a las mujeres a continuarlo para lograr la igualdad entre los sexos. En 2004, HBO estrenó el telefilm Iron Jawed Angels, que narra su lucha por el sufragio femenino en la década de 1910. En el mismo fue interpretada por Hilary Swank.